# Trzeci rząd Józefa Cyrankiewicza
Trzeci rząd Józefa Cyrankiewicza – rząd pod kierownictwem premiera Józefa Cyrankiewicza.
15 maja 1961 prezes Rady Ministrów Józef Cyrankiewicz zgłosił dymisję swojego rządu, którą Sejm III kadencji przyjął. Tego samego dnia Sejm ponownie powołał na stanowisko prezesa Rady Ministrów Józefa Cyrankiewicza i powierzył mu sformowanie rządu. 18 maja 1961 Sejm powołał rząd w zaproponowanym przez niego składzie. W jego skład weszły 33 osoby: premier, 5 wicepremierów, 23 ministrów oraz 4 przewodniczących komitetów i komisji. Jedno stanowisko nie zostało obsadzone. Rząd istniał do 25 czerwca 1965, kiedy powołano czwarty rząd Józefa Cyrankiewicza.

## Trzecia Rada Ministrów Józefa Cyrankiewicza (1961–1965)
| Funkcja                                                         | Imię i nazwisko             | Imię i nazwisko            | Czas pełnienia funkcji | Czas pełnienia funkcji |
| Funkcja                                                         | Imię i nazwisko             | Imię i nazwisko            | Od                     | Do                     |
| --------------------------------------------------------------- | --------------------------- | -------------------------- | ---------------------- | ---------------------- |
| Prezes Rady Ministrów                                           |                             | Józef Cyrankiewicz (PZPR)  | 15 maja 1961(dts)      | 24 czerwca 1965(dts)   |
| Wiceprezes Rady Ministrów                                       |                             | Stefan Ignar (ZSL)         | 18 maja 1961(dts)      | 25 czerwca 1965(dts)   |
| Wiceprezes Rady Ministrów                                       |                             | Piotr Jaroszewicz (PZPR)   | 18 maja 1961(dts)      | 25 czerwca 1965(dts)   |
| Wiceprezes Rady Ministrów                                       | Zenon Nowak (PZPR)          | 18 maja 1961(dts)          | 25 czerwca 1965(dts)   |                        |
| Wiceprezes Rady Ministrów                                       | Eugeniusz Szyr (PZPR)       | 18 maja 1961(dts)          | 25 czerwca 1965(dts)   |                        |
| Przewodniczący Komitetu Nauki i Techniki                        | Eugeniusz Szyr (PZPR)       | 5 lipca 1963(dts)          | 25 czerwca 1965(dts)   |                        |
| Wiceprezes Rady Ministrów                                       | Julian Tokarski (PZPR)      | 18 maja 1961(dts)          | 25 czerwca 1965(dts)   |                        |
| Minister finansów                                               | Jerzy Albrecht (PZPR)       | 18 maja 1961(dts)          | 25 czerwca 1965(dts)   |                        |
| Przewodniczący Komitetu Pracy i Płac                            | Aleksander Burski (PZPR)    | 18 maja 1961(dts)          | 25 czerwca 1965(dts)   |                        |
| Minister żeglugi                                                |                             | Stanisław Darski           | 18 maja 1961(dts)      | 12 grudnia 1964(dts)   |
| Minister kultury i sztuki                                       |                             | Tadeusz Galiński (PZPR)    | 18 maja 1961(dts)      | 12 grudnia 1964(dts)   |
| Minister leśnictwa i przemysłu drzewnego                        |                             | Roman Gesing (ZSL)         | 18 maja 1961(dts)      | 25 czerwca 1965(dts)   |
| Minister szkolnictwa wyższego                                   |                             | Henryk Golański (PZPR)     | 18 maja 1961(dts)      | 25 czerwca 1965(dts)   |
| Minister rolnictwa                                              | Mieczysław Jagielski (PZPR) | 18 maja 1961(dts)          | 25 czerwca 1965(dts)   |                        |
| Przewodniczący Komisji Planowania przy Radzie Ministrów         | Stefan Jędrychowski (PZPR)  | 18 maja 1961(dts)          | 25 czerwca 1965(dts)   |                        |
| Minister handlu wewnętrznego                                    | Mieczysław Lesz (PZPR)      | 18 maja 1961(dts)          | 25 czerwca 1965(dts)   |                        |
| Minister górnictwa i energetyki                                 | Jan Mitręga (PZPR)          | 18 maja 1961(dts)          | 25 czerwca 1965(dts)   |                        |
| Minister łączności                                              |                             | Zygmunt Moskwa (SD)        | 18 maja 1961(dts)      | 25 czerwca 1965(dts)   |
| Minister budownictwa i przemysłu materiałów budowlanych         |                             | Marian Olewiński (PZPR)    | 18 maja 1961(dts)      | 25 czerwca 1965(dts)   |
| Przewodniczący Komitetu Budownictwa, Urbanistyki i Architektury | Stefan Pietrusiewicz (PZPR) | 18 maja 1961(dts)          | 3 marca 1964(dts)      |                        |
| Minister przemysłu spożywczego i skupu                          |                             | Feliks Pisula (ZSL)        | 18 maja 1961(dts)      | 25 czerwca 1965(dts)   |
| Minister komunikacji                                            |                             | Józef Popielas (PZPR)      | 18 maja 1961(dts)      | 13 listopada 1963(dts) |
| Minister przemysłu chemicznego                                  | Antoni Radliński (PZPR)     | 18 maja 1961(dts)          | 25 czerwca 1965(dts)   |                        |
| Minister spraw zagranicznych                                    | Adam Rapacki (PZPR)         | 18 maja 1961(dts)          | 25 czerwca 1965(dts)   |                        |
| Minister sprawiedliwości                                        | Marian Rybicki (PZPR)       | 18 maja 1961(dts)          | 25 czerwca 1965(dts)   |                        |
| Przewodniczący Komitetu do Spraw Techniki                       | Dionizy Smoleński (PZPR)    | 18 maja 1961(dts)          | 5 lipca 1963(dts)      |                        |
| Minister obrony narodowej                                       | Marian Spychalski (PZPR)    | 18 maja 1961(dts)          | 25 czerwca 1965(dts)   |                        |
| Minister gospodarki komunalnej                                  | Stanisław Sroka (PZPR)      | 18 maja 1961(dts)          | 25 czerwca 1965(dts)   |                        |
| Minister przemysłu lekkiego                                     | Eugeniusz Stawiński (PZPR)  | 18 maja 1961(dts)          | 25 czerwca 1965(dts)   |                        |
| Minister zdrowia i opieki społecznej                            | Jerzy Sztachelski (PZPR)    | 18 maja 1961(dts)          | 25 czerwca 1965(dts)   |                        |
| Minister handlu zagranicznego                                   | Witold Trąmpczyński (PZPR)  | 18 maja 1961(dts)          | 25 czerwca 1965(dts)   |                        |
| Minister oświaty                                                | Wacław Tułodziecki (PZPR)   | 18 maja 1961(dts)          | 25 czerwca 1965(dts)   |                        |
| Minister przemysłu ciężkiego                                    | Franciszek Waniołka (PZPR)  | 18 maja 1961(dts)          | 28 lipca 1962(dts)     |                        |
| Wiceprezes Rady Ministrów                                       | Franciszek Waniołka (PZPR)  | 28 lipca 1962(dts)         | 25 czerwca 1965(dts)   |                        |
| Minister spraw wewnętrznych                                     | Władysław Wicha (PZPR)      | 18 maja 1961(dts)          | 12 grudnia 1964(dts)   |                        |
| Przewodniczący Komitetu Drobnej Wytwórczości                    |                             | Włodzimierz Lechowicz (SD) | 15 lipca 1961(dts)     | 25 czerwca 1965(dts)   |
| Minister przemysłu ciężkiego                                    |                             | Zygmunt Ostrowski (PZPR)   | 28 lipca 1962(dts)     | 25 czerwca 1965(dts)   |
| Minister komunikacji                                            | Piotr Lewiński (PZPR)       | 13 listopada 1963(dts)     | 25 czerwca 1965(dts)   |                        |
| Minister żeglugi                                                | Janusz Burakiewicz (PZPR)   | 12 grudnia 1964(dts)       | 25 czerwca 1965(dts)   |                        |
| Minister spraw wewnętrznych                                     | Mieczysław Moczar (PZPR)    | 12 grudnia 1964(dts)       | 25 czerwca 1965(dts)   |                        |
| Minister kultury i sztuki                                       | Lucjan Motyka (PZPR)        | 12 grudnia 1964(dts)       | 25 czerwca 1965(dts)   |                        |

## W dniu zaprzysiężenia 18 maja 1961
- Józef Cyrankiewicz (PZPR) – prezes Rady Ministrów
- Stefan Ignar (ZSL) – wiceprezes Rady Ministrów
- Piotr Jaroszewicz (PZPR) – wiceprezes Rady Ministrów
- Zenon Nowak (PZPR) – wiceprezes Rady Ministrów
- Eugeniusz Szyr (PZPR) – wiceprezes Rady Ministrów
- Julian Tokarski (PZPR) – wiceprezes Rady Ministrów
- Jerzy Albrecht (PZPR) – minister finansów
- Aleksander Burski (PZPR) – przewodniczący Komitetu Pracy i Płac
- Stanisław Darski (bezpartyjny) – minister żeglugi
- Tadeusz Galiński (PZPR) – minister kultury i sztuki
- Roman Gesing (ZSL) – minister leśnictwa i przemysłu drzewnego
- Henryk Golański (PZPR) – minister szkolnictwa wyższego
- Mieczysław Jagielski (PZPR) – minister rolnictwa
- Stefan Jędrychowski (PZPR) – przewodniczący Komisji Planowania przy Radzie Ministrów
- Mieczysław Lesz (PZPR) – minister handlu wewnętrznego
- Jan Mitręga (PZPR) – minister górnictwa i energetyki
- Zygmunt Moskwa (SD) – minister łączności
- Marian Olewiński (PZPR) – minister budownictwa i przemysłu materiałów budowlanych
- Stefan Pietrusiewicz (PZPR) – przewodniczący Komitetu Budownictwa, Urbanistyki i Architektury
- Feliks Pisula (ZSL) – minister przemysłu spożywczego i skupu
- Józef Popielas (PZPR) – minister komunikacji
- Antoni Radliński (PZPR) – minister przemysłu chemicznego
- Adam Rapacki (PZPR) – minister spraw zagranicznych
- Marian Rybicki (PZPR) – minister sprawiedliwości
- Dionizy Smoleński (PZPR) – przewodniczący Komitetu do Spraw Techniki
- Marian Spychalski (PZPR) – minister obrony narodowej
- Stanisław Sroka (PZPR) – minister gospodarki komunalnej
- Eugeniusz Stawiński (PZPR) – minister przemysłu lekkiego
- Jerzy Sztachelski – minister zdrowia i opieki społecznej
- Witold Trąmpczyński (PZPR) – minister handlu zagranicznego
- Wacław Tułodziecki (PZPR) – minister oświaty
- Franciszek Waniołka (PZPR) – minister przemysłu ciężkiego
- Władysław Wicha (PZPR) – minister spraw wewnętrznych
- wakat – przewodniczący Komitetu Drobnej Wytwórczości

## Zmiany w składzie Rady Ministrów
- 15 lipca 1961
  - Powołanie:
    - Włodzimierza Lechowicza na urząd przewodniczącego Komitetu Drobnej Wytwórczości.
- 28 lipca 1962
  - Odwołanie:
    - Franciszka Waniołki z urzędu ministra przemysłu ciężkiego (powołany na ten urząd 18 maja 1961).

  - Powołanie:
    - Zygmunta Ostrowskiego na urząd ministra przemysłu ciężkiego.
    - Franciszka Waniołki na urząd wiceprezesa Rady Ministrów.
- 5 lipca 1963
  - Przekształcenie:
    - Zniesiono Komitet do Spraw Techniki, Dionizy Smoleński, przewodniczący Komitetu do Spraw Techniki (powołany na ten urząd 18 maja 1961).

  - Powołanie:
    - Eugeniusza Szyra na urząd przewodniczącego Komitetu Nauki i Techniki.
- 13 listopada 1963
  - Odwołanie:
    - Józefa Popielasa z urzędu ministra komunikacji (powołany na ten urząd 18 maja 1961).

  - Powołanie:
    - Piotra Lewińskiego na urząd ministra komunikacji.
- 3 marca 1964
  - Przekształcenie:
    - Zniesiono Komitetu Budownictwa, Urbanistyki i Architektury, Stefan Pietrusiewicz, przewodniczący Komitetu Budownictwa, Urbanistyki i Architektury (powołany na ten urząd 18 maja 1961).
- 12 grudnia 1964
  - Odwołanie:
    - Stanisława Darskiego z urzędu ministra żeglugi (powołany na ten urząd 18 maja 1961).
    - Tadeusza Galińskiego z urzędu ministra kultury i sztuki (powołany na ten urząd 18 maja 1961).
    - Władysława Wichy z urzędu ministra spraw wewnętrznych (powołany na ten urząd 18 maja 1961).

  - Powołanie:
    - Janusza Burakiewicza na urząd ministra żeglugi.
    - Mieczysława Moczara na urząd ministra spraw wewnętrznych.
    - Lucjana Motyki na urząd ministra kultury i sztuki.